# Soldagem a plasma

Esquema da tocha de soldagem a plasma. (1 - Gás de plasma; 2 - Bocal de proteção; 3 - Gás de proteção; 4 - Eletrodo; 5 - Bocal de constrição; 6 - Arco elétrico)

Soldagem a plasma (em inglês:  Plasma arc welding - PAW) é um processo de soldagem a arco elétrico que produz a fusão dos metais, pelo aquecimento com um arco elétrico entre o eletrodo não consumível e a peça de trabalho. Na soldagem a plasma existem dois fluxos de gás separados, o gás plasma que flui à volta do eletrodo não consumível de tungsténio, formando o núcleo do arco plasma e um gás de proteção que evita a contaminação do banho em fusão. É um processo muito similar ao TIG, basicamente trata-se de um desenvolvimento da soldagem TIG visando um aumento de produtividade.